# 日本玩具博物館

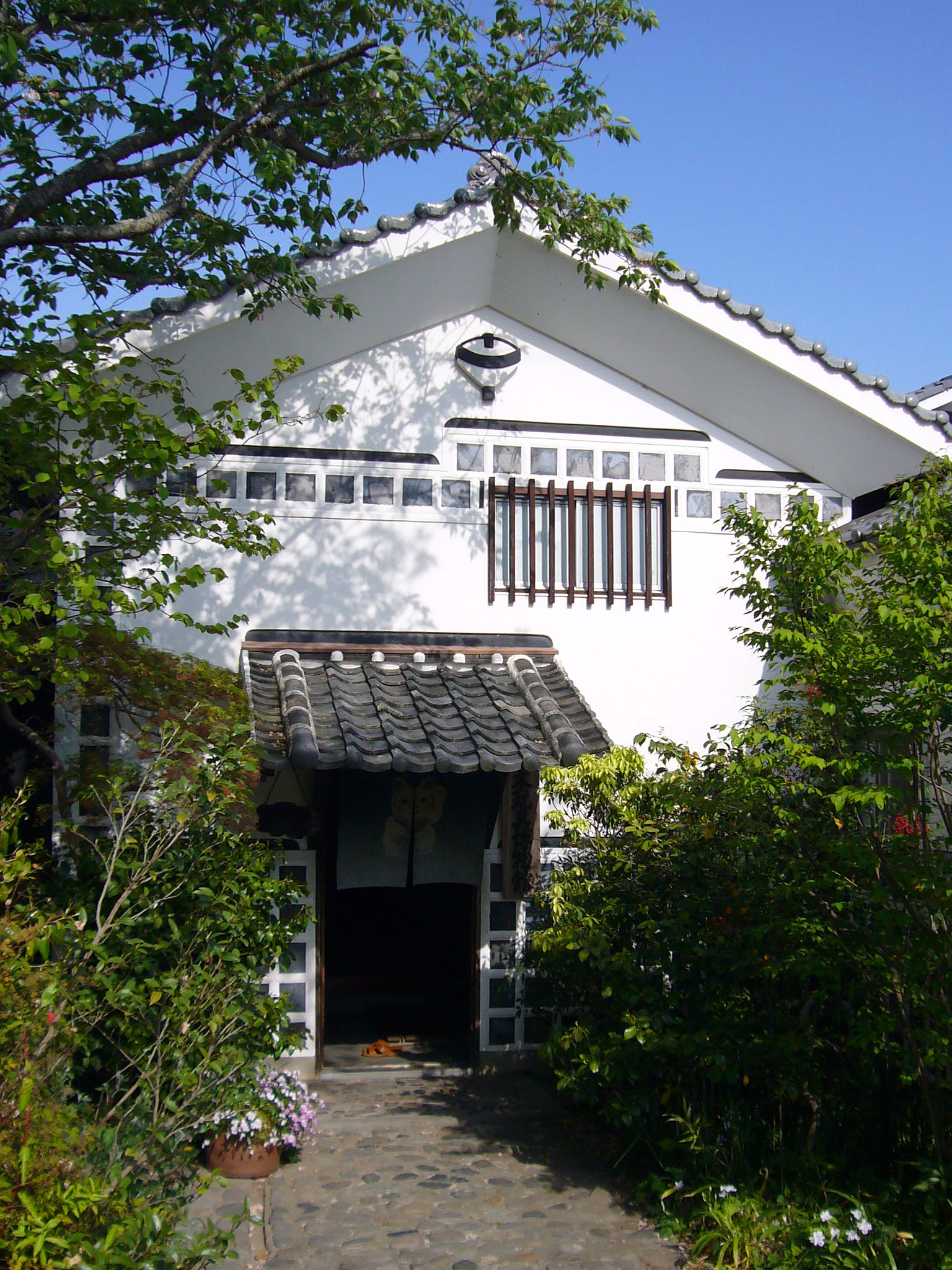
1号館玄関

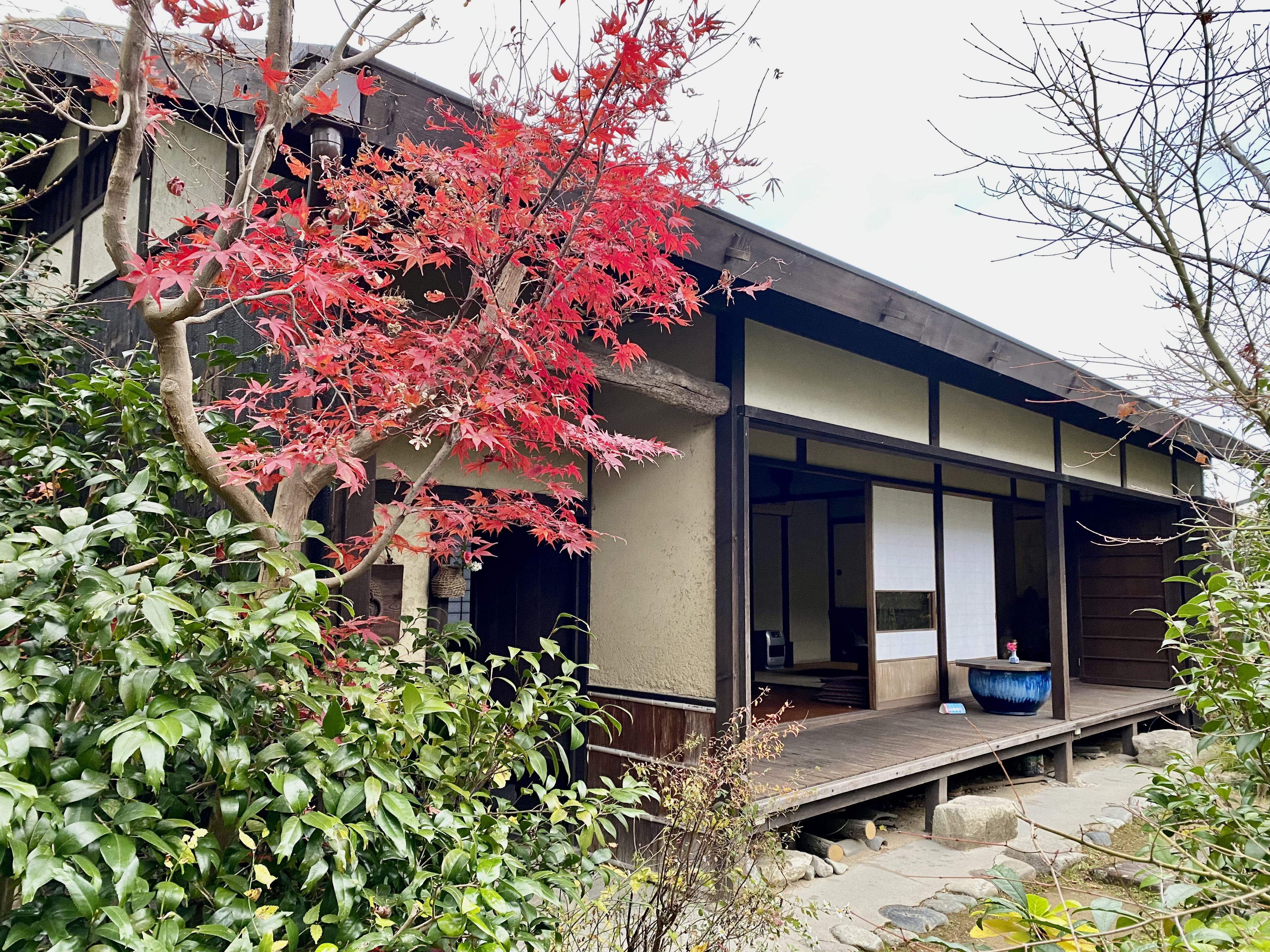
5号館の縁側

日本玩具博物館（にほんがんぐはくぶつかん）は、兵庫県姫路市にある個人運営の博物館。約50年かけて収集されたコレクションの規模・内容のユニークさから日本を代表する玩具博物館として世界に知られている。
日本博物館協会会員館。兵庫県博物館協会加盟館。全国歴史民俗系博物館協議会加盟館。博物館法に基づく兵庫県教育委員会指定施設（博物館に相当する施設）である。

## 略歴
- 1974年 - 山陽電気鉄道社員であった館長・井上重義が自宅の一部を展示館にした井上郷土玩具館として開設。
- 1984年 - 現名に改称。
- 1998年 - 第20回サントリー地域文化賞を受賞。
- 2007年 - 地域文化功労者文部科学大臣表彰。
- 2016年 - ミシュラン･グリーンガイド二つ星認定。
- 現在、館長はちりめん細工復興に尽力し、全国各地で講座を開いている[5]。

## 施設概要
- 1号館 - 企画展・特別展示会場
- 2号館 - 駄菓子屋の玩具と近代玩具
- 3号館 - 人形と伝承手芸／遊びのコーナー
- 4号館 - 1F 日本の郷土玩具／2F 世界の玩具と人形
- 5号館 - ランプの家
- 6号館 - 企画展・特別展示会場
- ミュージアムショップ

白壁土蔵造の6棟の建物に、凧・独楽・手まり・雛人形・ちりめん細工などの日本の郷土玩具、海外160カ国の玩具や人形など9万点余りの資料を所蔵・展示する。展示品に実際に手で触って遊べるコーナーもある。常設展は年に7，8回テーマを変えて展示品の入れ替えを行い、1号館では年4回、6号館では年3回の企画展・特別展を開催する。

## 利用情報
- 入館料 - 一般600円、高校生・大学生400円、子ども（4歳以上）200円
- 開館時間 - 10時～17時
- 休館日 - 毎週水曜日（祝日は開館）、12月28日～翌年1月2日

## 交通アクセス
- 香呂駅から東へ徒歩15分
- 船津ランプから西へ車で約5分
- 福崎インターチェンジから南へ車で約15分

## 周辺情報
- 香寺民俗資料館（徒歩3分）